# Eugène Nus
Pour les articles homonymes, voir NUS.
Jean-Baptiste Eugène Nus (21 novembre 1816 à Chalon-sur-Saône - 17 janvier 1894 à Cannes) est un auteur dramatique, romancier, poète et humoriste français.

## Biographie
Après ses études au Collège de Chalon, il vient à Paris en 1837 et devient rédacteur à L'Entr'act. Il publie dès 1839 une satire, Le Dix-neuvième siècle, en collaboration avec François Fertiault, fait jouer ses premières pièces au Théâtre du Panthéon et au Théâtre Saint-Antoine, et se lie notamment d'amitié avec le poète Louis-Agathe Berthaud avec lequel il commence d'écrire une pièce restée inachevée (Jean le cocher). Le succès vient en 1844 avec Jacques le Corsaire, joué à la Gaîté, écrit avec Charles Desnoyer.
Rédacteur à La Démocratie pacifique, après la révolution de 1848, il fonde en 1872 le journal Le bulletin du mouvement social.
Ses pièces ont été représentées sur les plus grandes scènes parisiennes du XIXe siècle : Théâtre de la Gaîté, Théâtre du Palais-Royal, Théâtre de l'Ambigu, Théâtre du Châtelet, Théâtre des Variétés, Théâtre du Vaudeville, etc.
Il fut, par ailleurs, un célèbre théoricien du spiritisme.

## Œuvres
Théâtre
- L'Adultère, drame en trois actes, avec Auguste Follet, 1839.
- Jacques Richomme, ou la Terreur et la Restauration, drame-vaudeville en 2 époques, mêlé de couplets, avec Hippolyte Tisserant, 1839.
- Le Voile de dentelle, drame en 6 actes et 7 tableaux, 1843.
- Jacques le Corsaire, drame en 5 actes, avec Desnoyer, 1844.
- Le Brocanteur, comédie-vaudeville en un acte, 1845.
- L'Enseignement mutuel, comédie en 3 actes, en prose, avec Desnoyer, 1845.
- Le Bonheur sous la main, vaudeville en 1 acte, avec Charles Henri Ladislas Laurençot (d) , 1847.
- Partie à trois, comédie en 1 acte, mêlée de couplets, 1847.
- Le Trésor du pauvre, drame en 3 actes, mêlé de chants, avec Charles Desnoyer et Eugène Sue, 1848.
- Un déménagement, vaudeville en 1 acte, avec Laurençon, 1848.
- Le Comte de Sainte-Hélène, drame en cinq actes et sept tableaux, avec Desnoyer et Lambert-Thiboust, 1849.
- Derrière le rideau, comédie-vaudeville en 2 actes, avec Laurençon, 1851.
- Le Testament d'un garçon, drame en 3 actes, en prose, avec Desnoyer, 1851.
- Un mari brûlé, comédie en 1 acte mêlée de chant, avec Élie Sauvage, 1852.
- Le Potager de Colifichet, vaudeville en 1 acte, avec Édouard Brisebarre, 1853.
- Le Trésor du pauvre, drame en 3 actes, mêlé de chant, avec Desnoyer, 1853.
- Le Voile de dentelle, drame en 6 actes et 7 tableaux, avec Laurençot, 1853.
- Le Vicaire de Wakefield, drame en cinq actes et en prose, avec Tisserant, 1854.
- L'Automne d'un farceur, scène de la vie conjugale, en 1 acte, avec Brisebarre, 1854.
- Les Soupirs de Bolivar, vaudeville en 1 acte, avec Brisebarre, 1854.
- Suzanne, drame en 6 actes, avec Brisebarre, 1854.
- La Tour de Londres, drame en 5 actes, avec Brot et Charles Lemaître, 1855.
- Le Fléau des mers, drame en 7 actes, avec Laurençon, 1856.
- Jane Grey, drame historique en cinq actes, avec Alphonse Brot, 1856.
- Les Pauvres de Paris, drame en 5 actes et 7 tableaux, avec Brisebarre, 1856.
- La Servante, drame en 7 actes, avec Brisebarre, 1856.
- La Route de Brest, drame en 10 actes, avec Brisebarre, 1857.
- L'Île Saint-Louis, drame en 9 actes, avec Brisebarre, 1857.
- La Légende de l'homme sans tête, drame en 5 actes et 12 tableaux, avec Brisebarre, 1857.
- Rose Bernard, drame en 5 actes, avec Brisebarre, 1857.
- Les Ménages de Paris, drame en 7 actes, par avec Brisebarre, 1859.
- Les Portiers, scènes de la vie parisienne, avec Brisebarre, 1860.
- Les Métamorphoses d'un corset, 1861.
- Le Cachemire vert, comédie en 1 acte, avec Alexandre Dumas, 1861.
- Le Garçon de ferme, drame en 8 parties, avec Brisebarre, musique de Auguste L'Eveillé, 1861.
- Maison Saladier, scènes de la vie réelle en 2 actes, avec Brisebarre, musique de L'Eveillé, 1861.
- Léonard, drame en sept parties, avec Brisebarre, 1862.
- Les Lettres des anciennes scènes de la vie conjugale, avec Brisebarre, 1862.
- La Femme coupable, drame en 5 actes, 1862.
- Monsieur de La Raclée, scènes de la vie bourgeoise, avec Brisebarre, 1862.
- Les Médecins, comédie en 3 actes, avec Brisebarre, 1863.
- Le Guérillas, drame en trois actes, avec Laurençon, 1865.
- Lisez Balzac, comédie en 1 acte, en prose, avec Raoul Bravard (d) , 1865.
- Les Pauvres Filles, scènes de la vie bourgeoise en 5 actes, avec Brisebarre, musique de l’Eveillé, 1866.
- Les Trous à la lune, scènes de la vie parisienne en 4 parties, avec Brisebarre, 1866.
- Le Musicien des rues, scènes de la vie populaire en 7 parties, avec Brisebarre, musique de l’Eveillé, 1867.
- La Course au corset, scènes de la vie conjugale en 2 actes, avec Brisebarre, 1867.
- Miss Multon, comédie en 3 actes, avec Adolphe Belot, 1868.
- Le Testament de la reine Élisabeth, drame historique à grand spectacle, en 5 actes et 8 tableaux, avec Belot, 1868.
- La Vierge noire, précédé de La grotte du diable, mélodrame en 5 actes, avec Bravard, 1869.
- Botany-Bay, drame en 5 actes et 8 tableaux, avec Brisebarre, 1869.
- La Fièvre du jour, comédie en 4 actes, avec Belot, 1869.
- La Boule de neige, scènes de la vie parisienne en 3 parties, avec Brisebarre, 1870.
- Le Cachemire X.-B.-T., comédie en 1 acte, avec Eugène Labiche, 1870.
- La Camorra, drame en 5 actes et 8 tableaux, 1873.
- La Dépêche (the speaking wire) le fil qui parle, drame en 5 actes (7 tableaux), avec Dion Boucicault, 1873.
- La Marquise, pièce en 4 actes, avec Belot, 1873.
- Les Deux Comtesses, comédie en 3 actes, 1874.
- Une pêche miraculeuse, comédie en 2 actes, avec Armand Durantin, 1875.
- Jean la Poste, drame en 5 actes et 10 tableaux, avec Dion Boucicault, 1876.
- Mademoiselle Didier, pièce en 4 actes, en prose, avec de Courcy, 1877.
- Les Petits Coucous, comédie en 3 actes, avec Belot, 1880.
- Madame de Navaret, pièce en 3 actes, avec Charles de Courcy, 1881.
- Un mari malgré lui, comédie en un acte, avec de Courcy, 1882.

Autres
- Le Dix-neuvième siècle, satires, avec François Fertiault, Royer, 1839.
- Histoire de la robe sans couture de N.-S. Jésus-Christ, conservée depuis plus de dix siècles dans le monastère et l'église d'Argenteuil, par Auguste Follet, humour, 1842.
- Drôleries végétales. L'Empire des légumes, mémoires de Cucurbitus I, humour, Gonet, 1851.
- Les Nouveaux Jeux floraux, principes d'analogie des fleurs, avec Antony Méray (d) , humour, Gonet, 1851.
- La Puritaine et l'homme des bois, roman, 1853.
- Les Drames de la vie, avec Brisebarre, 1860.
- L'Empire des légumes, drôleries végétales, humour, avec Méray, Martinon, 1861.
- Les Papillons, métamorphoses terrestres des peuples de l'air, 4 vol, avec Méray, poésies, 1862.
- Les Grands Mystères : vie universelle, vie individuelle, vie sociale, spiritisme, 1866.
- Les Dogmes nouveaux, spiritisme, 1878.
- La République naturaliste, lettre à M. Émile Zola, Dentu, 1879.
- Choses de l'autre monde, spiritisme, Dentu, 1880.
- Nos bêtises, humour, Dentu, 1883.
- Le Mari, avec Arthur Arnould, 1884.
- Les Origines et les Fins, cosmogonie sous la dictée de trois dualités différentes de l'espace, librairie des sciences psychologiques : G. Carré, 1889.
- À la recherche des destinées, spiritisme, Flammarion, 1891.
- Vivisection du catholicisme, Flammarion, 1894.